# Extremeño chinato
El chinato (también conocido como habla de Malpartida) fue un dialecto del extremeño encontrado en Malpartida de Plasencia, actualmente extinto.

## Investigaciones sobre el habla
El humanista Gonzalo Correas Íñigo fue el primero en tratar con el chinato en su Ortografía kastellana nueva i perfecta, y no fue hasta el siglo XX cuando Diego Catalán, en la Revista de Dialectología y Tradiciones Populares, estudió con criterios científicos los rasgos más destacados del habla.
Manuel Ariza Viguera escribía en la década de los 90: “Mientras que el habla de Serradilla sigue viva, la de Malpartida de Plasencia fue perdiendo vitalidad por los años 40 y hoy [es decir, antes de 1995] nadie habla el dialecto, aunque los más viejos recuerdan lo que antes se decía. [...] No conseguimos encontrar en Malpartida ningún hablante del viejo dialecto”.
Existe desde 2007 una asociación llamada Asociación de Amigos del Habla Chinata, la cual publicó El habla de los chinatos, un libro donde se recogen más de 3000 expresiones y vocabulario de la variedad lingüística.

## Descripción lingüística
La s sonora evoluciona a una d fricativa: roda (rosa), bedo (beso), lod ihoh (los hijos). Mantiene la primitiva distinción entre las parejas de sorda y sonoras -s y -ss-, -ç y z del castellano antiguo (no hacen distinción entre x y j,g). Aspira la -s finales, transcrita como j (ejemplos: laj, codaj, amigaj, baylej, mozoj, armodamoj, poj) o en final de sílaba: uijtej, dijparcila, obijpo... Esta aspiración de la -s «es corriente sólo en algunos pueblos de la parte oriental de la provincia de Cáceres: Malpartida, Serradilla, Fresnedoso». Pierde las -d-: ruillaj, puean, puemoj... Las -r al final de palabra evolucionan a -l: aprendel, codel (coser), zalil (salir)...

## Ejemplo
Habíamos íu a comel la sandía...; llevábamos el que más y el que menos un primol de forasteros. Entre éstos había dos o tres chinatus de los más cerraus p’hablal y de los más brutos, lo mismu a pie que montaus. Sin que naide le combiara, se nos había pegáu un señoritín de Plasencia que no era ricu ni na... Mientras comiendu la sandía, el Plasencianu no jadía más que reilsi del mó d’ablal de los chinatus.